# 藤西阿観光
藤西阿観光株式会社（ふじせいあかんこう）は、徳島県美馬市脇町に本社を置き、美馬市・美馬郡をエリアとする、路線バス・貸切バス事業者。
21世紀に入った2001年より事業を開始した、新しい事業者である。紫色の車体カラーが特徴。台数は少ないながらも大型からマイクロまでのサイズをそろえ、さまざまなニーズに対応している。また2004年から2011年まで美馬市からの委託により路線バス2路線を運行していた。

## 路線バス
もともと徳島西部交通が運行していた貞光駅〜黒砂間の野田ノ井線と同〜石仏学校下（美馬温泉前）の石仏線を旧美馬町からの委託により運行していた美馬観光バスが2004年9月をもって廃業したため、路線、およびバスを引き継ぎ同10月より藤西阿観光により運行されていたが、2011年10月1日廃止となった。なお、美馬観光バス時代同様、バス停表示などの案内はすべて藤西阿観光のものとなっていた。

## その他
- 美馬市内を発着する高速バスのチケットも取り扱う。